# Митсак
Митса́к (фр. Mitzach) — коммуна на северо-востоке Франции в регионе Гранд-Эст (бывший Эльзас — Шампань — Арденны — Лотарингия), департамент Верхний Рейн, округ Тан — Гебвиллер, кантон Серне. До марта 2015 года коммуна административно входила в состав упразднённого кантона Сент-Амарен (округ Тан).
Площадь коммуны — 6,41 км², население — 417 человек (2006) с тенденцией к стабилизации: 420 человек (2012), плотность населения — 65,5 чел/км².

## Население
Численность населения коммуны в 2011 году составляла 423 человека, а в 2012 году — 420 человек.
| 1962 | 1968 | 1975 | 1982 | 1990 | 1999 | 2006 | 2008 | 2011 | 2012 |
| ---- | ---- | ---- | ---- | ---- | ---- | ---- | ---- | ---- | ---- |
| 439  | 431  | 402  | 360  | 378  | 420  | 417  | 426  | 423  | 420  |

Динамика населения:

## Экономика
В 2010 году из 273 человек трудоспособного возраста (от 15 до 64 лет) 209 были экономически активными, 64 — неактивными (показатель активности 76,6 %, в 1999 году — 73,9 %). Из 209 активных трудоспособных жителей работал 191 человек (103 мужчины и 88 женщин), 18 числились безработными (8 мужчин и 10 женщин). Среди 64 трудоспособных неактивных граждан 19 были учениками либо студентами, 32 — пенсионерами, а ещё 13 — были неактивны в силу других причин.
На протяжении 2011 года в коммуне числилось 171 облагаемое налогом домохозяйство, в котором проживал 421 человек. При этом медиана доходов составила 19727 евро на одного налогоплательщика.